# Thereva johnsoni
Thereva johnsoni är en tvåvingeart som beskrevs av Daniel William Coquillett 1893. Thereva johnsoni ingår i släktet Thereva och familjen stilettflugor.
Artens utbredningsområde är Washington. Inga underarter finns listade i Catalogue of Life.